# سیارک ۱۳۶۹۱
سیارک ۱۳۶۹۱ (به انگلیسی: 13691 Akie، نامگذاری:1997SL16) سیزده هزار و ششصد و نود و یکمین سیارک کشف شده‌است که در ۳۰ سپتامبر ۱۹۹۷ کشف شد.
قدر مطلق سیارک برابر ۱۳٫۷۰ است.